# Goldbergwerk (Złoty Stok)
Das Goldbergwerk in Złoty Stok (deutsch: Reichenstein) im Powiat Ząbkowicki der Woiwodschaft Niederschlesien in Polen zeigt die Geschichte des Goldbergbaus im Reichensteiner Gebirge einschließlich einer zugänglichen ehemaligen Gold- und Arsenmine.

## Ausstellung
Die Tradition des Arsen- und Goldbergbaus im Gebiet von Reichenstein reicht bis ins Mittelalter zurück. Möglicherweise wurde schon 1236 nach Gold gegraben. Die Sammlung umfasst Exponate aus der Geschichte der Stadt und des Bergwerks. Auf einem Freigelände kann eine mittelalterliche Bergbausiedlung erkundet werden.

## Besucherbergwerk
Im Jahr 1907 wurde am Bergwerk eine Schmalspurbahn mit einer Spurweite von 500 mm in Betrieb genommen, um das Erz aus den Stollen zu fördern und zum Bahnhof in Goldberg zu transportieren. Nach dem Übergang des größten Teil Schlesiens infolge des Zweiten Weltkriegs 1945 an Polen wurde das Bergwerk verstaatlicht. Wegen mangelnder Rentabilität wurde das Bergwerk 1961 geschlossen und oberhalb der Grube ein Steinbruch eröffnet. Das abgebaute Material wurde durch Schächte in den ehemaligen Oberen Schwarzen Stollen geschüttet und von dort mit der Bahn abtransportiert. Der Steinbruch wurde Anfang der 1980er Jahre geschlossen.
Seit 1996 können alte Schächte und Stollen besichtigt werden. U. a. finden sich im Gertruds-Stollen Abbauspuren, im Unteren Schwarzen Stollen geologische Besonderheiten des Gesteins und im Oberen Schwarzen Stollen ein unterirdischer Wasserfall.